# 豪比茨湖

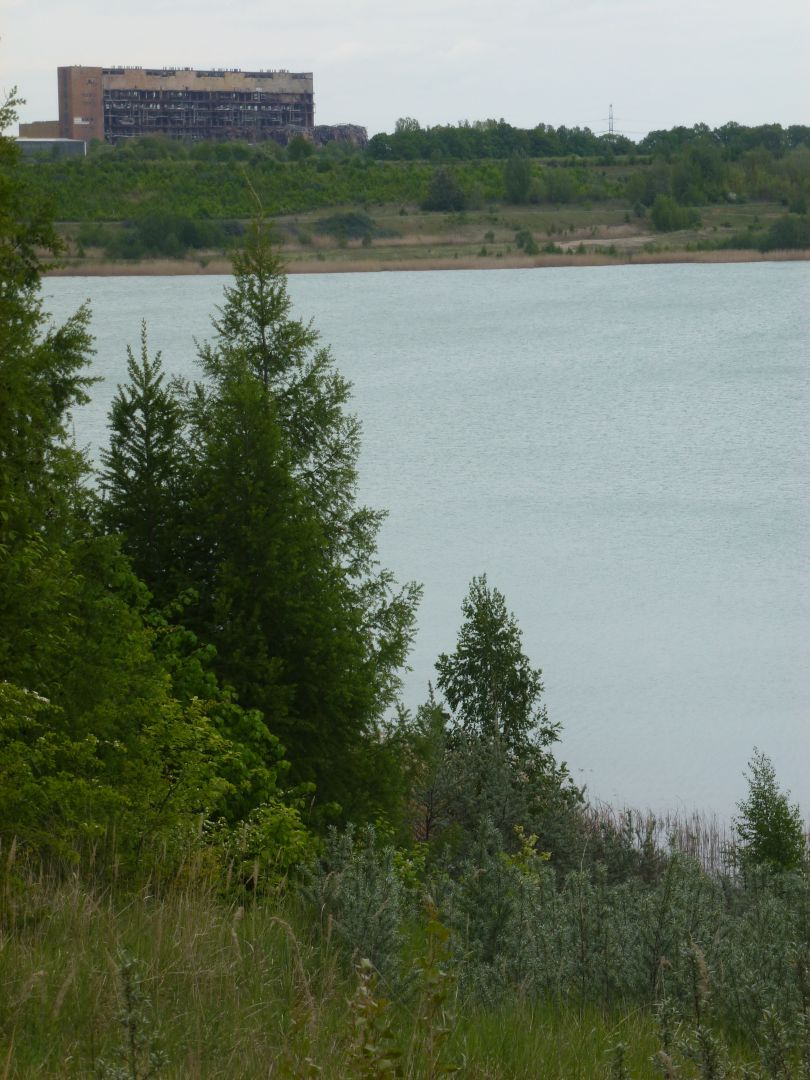

51°9′40″N 12°29′17″E / 51.16111°N 12.48806°E
豪比茨湖（德語：Haubitzer See），是德國的湖泊，位於該國東部，由薩克森自由州負責管轄，面積1.6平方公里，海拔高度126米，最大水深49米，水體容量2,500萬立方米。